# Shoshoko Falls
Die Shoshoko Falls sind Wasserfälle des Taggart Creek im Grand-Teton-Nationalpark im Westen des US-Bundesstaates Wyoming. Die Shoshoko Falls haben eine Höhe von 73 m und fallen im Avalanche Canyon nordöstlich des Mount Wister in der Teton Range hinab. Der Taggart Creek entspringt direkt oberhalb der Fälle im Lake Taminah und entwässert sich in den Cottonwood Creek und später in den Snake River. Die Wasserfälle können über den unmarkierten Avalanche Canyon Trail erreicht werden.

## Belege
1. ↑  Geonames: Shoshoko Falls. Abgerufen am 25. Mai 2021.
2. ↑  Shoshoka Falls, Wyoming, United States - World Waterfall Database. Abgerufen am 25. Mai 2021 (englisch).
3. ↑  Naturalatlas: Shoshoko Falls. Abgerufen am 25. Mai 2021 (englisch).